# Поспишил, Мартин
Мартин Поспишил (словац. Martin Pospíšil; род. 19 ноября 1999, Зволен, Банска-Бистрицкий край) — словацкий профессиональный хоккеист, нападающий клуба национальной хоккейной лиги «Калгари Флэймз». Игрок сборной Словакии по хоккею с шайбой.

## Клубная карьера
Поспишил был задрафтован в четвертом раунде (под общим 105-м номером) на драфте НХЛ 2018 года клубом «Калгари Флэймз». 20 апреля 2019 года «Флэймз» подписали с ним трёхлетний контракт.
13 августа 2020 года «Флэймз» отдали Поспишила в аренду в ХК «Кошице» из словацкой экстралиги. Позже он перезаключил однолетние двусторонние контракты в 2022 и 2023 годах.
3 ноября 2023 года Поспишил был вызван в «Калгари Флэймз» и на следующий день дебютировал в НХЛ, забив свой первый гол в карьере в победном матче против «Сиэтл Кракен» (6:3). 18 января 2024 года «Калгари Флэймз» отправили Поспишила в запас после того, как он получил травму в матче с «Торонто Мейпл Лифс» (3:4). 6 марта 2024 года Поспишил был дисквалифицирован на три игры за удар защитника «Сиэтл Кракен» Винса Данна.

## Карьера в сборной
За национальную сборную Словакии Мартин выступал на юниорском и молодёжном уровнях. Принимал участие в чемпионатах мира среди юниоров до 18 лет в 2017, а также на чемпионате мира среди молодёжи в 2019 году.
В составе мужской сборной Словакии играл на чемпионате мира 2024 года.